# Игнатьев, Кирилл Борисович
Кирилл Борисович Игнатьев (род. 22 июня 1971) — российский бизнесмен, футуролог. Председатель совета директоров группы компаний «Русские инвестиции». Руководитель проекта «Технический прогресс и экономика будущего».

## Биография
Окончил факультет международных экономических отношений МГИМО (специалист по макроэкономике и МЭО) и Академию депутатского корпуса (политолог— государствовед). Начинал свой путь в Министерстве иностранных дел СССР. Позднее работал ведущим специалистом в Моссовете и руководителем подразделения в Городском Собрании г. Москвы.
Входил в состав координационного совета движения «Демократическая Россия», был заместителем председателя политсовета движения.
В феврале 1993 года был назначен первым заместителем председателя Российской государственной телерадиовещательной компании «Останкино» и руководителем администрации.
В декабре 1993 года был избран депутатом Государственной Думы России I созыва по спискам движения «Выбор России» и вошёл в соответствующей фракции. Являлся председателем подкомитета Госдумы по телевидению и радиовещанию. Параллельно возглавлял исполком московского отделения партии «Демократический выбор России», был ответственным секретарём ДВР.
5 апреля 1995 года прекратил свои депутатские обязанности в связи с назначением на должность первого заместителя генерального директора Общероссийской телекомпании ЗАО «ОРТ» по программной политике и развитию, затем — директор по экономике и финансам. В декабре 2000 года ушел с канала.
С 1999 года является председателем совета директоров группы компаний «Русские инвестиции».
С 2012 года — член Попечительского совета Ивановского отделения Русского географического общества.
С 2013 по 2015 год — сопредседатель Экспертного совета при Правительстве Ивановской области.
Коллекционер, спонсор и участник торгов приобретения архива А. Тарковского на аукционе «Sothebys». Издатель газеты «Плёсские ведомости». Автор значительного числа публикаций на тему макроэкономики, футурологии и истории искусства. Участник соревнований по играм «Что? Где? Когда?», «Гениум», спортивные нарды, Президент Федерации спортивных нард России.
С мая 2019 года является членом экспертного совета Агентства стратегических инициатив (АСИ).
С июня 2021 года является организатором и ведущим Международного научного футурологического форума имени академика Сахарова «Мир через полвека».
С октября 2021 года — член Совета по градостроительной политике Союза архитекторов России.

## Увлечения
Известный коллекционер и меценат. Президент Благотворительного фонда «Гордость Отечества». Координатор федерального исследовательского проекта «Технический прогресс и экономика будущего». Владеет немецким, английским языками. Помимо прочего, Игнатьев увлекается литературным творчеством, интеллектуальными играми, путешествиями, велоспортом, спортивным ориентированием и ушу.